# Térbeli tervezés

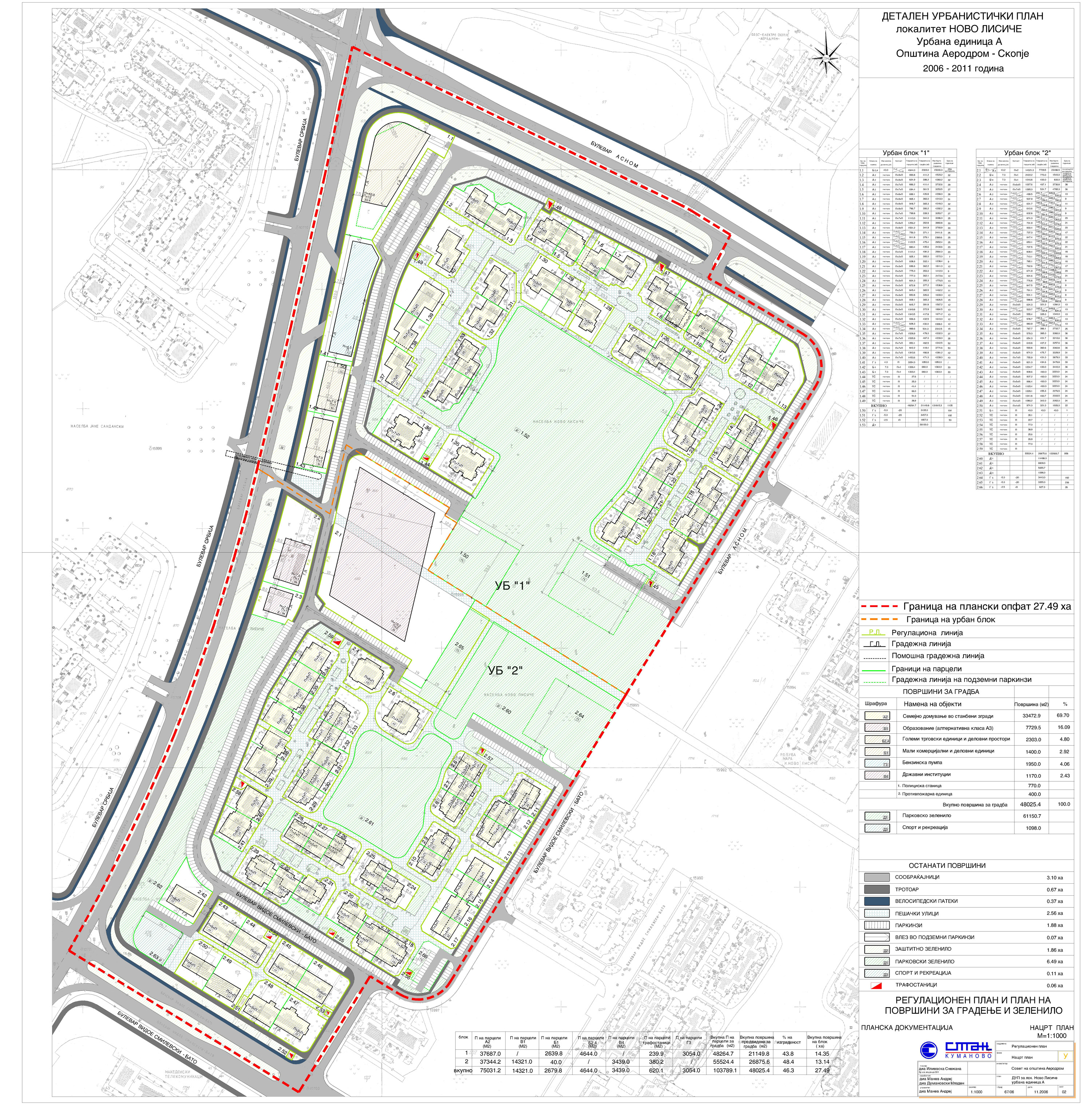
A területi tervezés egy példája: Szkopje Aerodrom városrészének terve, megfigyelhető rajta különböző színekkel jelölve az övezeti rendszer (zoning)

A térbeli tervezés (angolul: spatial planning) a városok és térségek fejlődését tudatosan befolyásoló közpolitikai koordinációs tevékenység, tágabb értelemben a területi és településtervezés összességének feleltethető meg. A fogalom egyszerre jelöl egy több területen átívelő tudományágat, valamint egy közpolitikai adminisztrációs metódust, emellett pedig erős a szakpolitikai jellege is, tehát a tervezés folyamata során érvényesülnek tudományos és politikai szempontok is. Feladata a fejlődés során kialakuló területi egyenlőtlenségek mérséklése, az ágazati politikák térbeli koordinálása, kisebb léptékben pedig a terület és ingatlanhasználat szabályozása, valamint egy átfogó tervezési stratégia kialakítása, ami összehangolja a különböző területek terveit. Az amerikai terminológiában a regionális és várostervezés szinonimájaként használják, de Európában ernyőfogalomként magába foglalja a területhasználati, a környezeti, a regionális, a területi alapú gazdasági és közösségi tervezést is. A térbeli tervezés egyaránt megjelenhet települési, térségi (regionális) és országos szinten, valamint vannak nemzetközi szintjei is, de leghagyományosabb megjelenési formája a várostervezés. A tervezés, mint társadalmi funkció elsősorban az urbanisztika által felhalmozott ismereteket és gyakorlatokat alkalmazza. A szakterület az 1960-70-es évekig elsősorban technikai-műszaki jellegű volt és a várostervezés építészeti, valamint esztétikai aspektusaira koncentrált, ezt követően pedig a tervezés társadalmi és gazdasági vonatkozásai kerültek előtérbe.

## A fogalom használata az európai országokban

### Különbségek

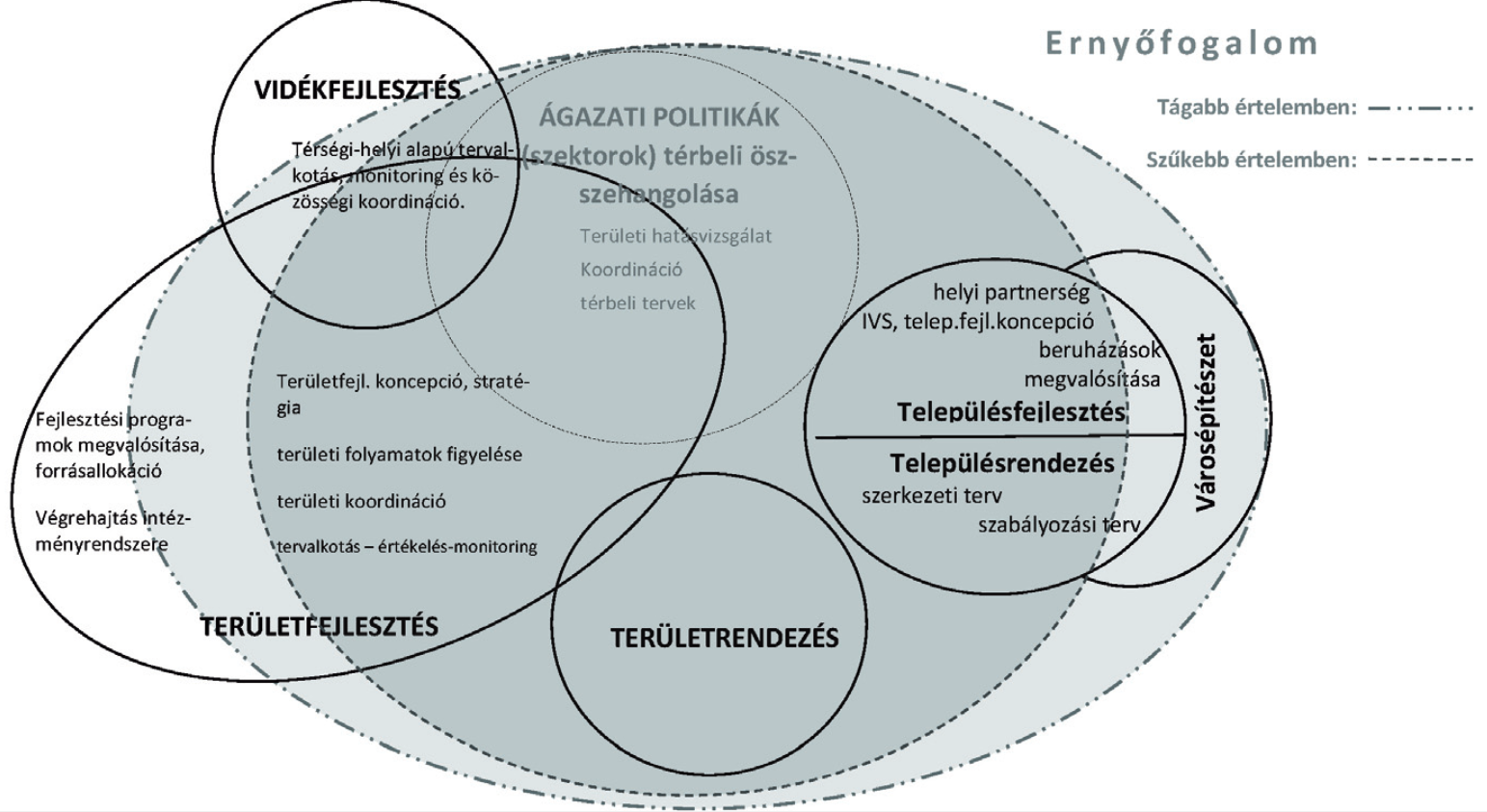
A térbeli tervezés kategóriájába tartozó magyar fogalmak

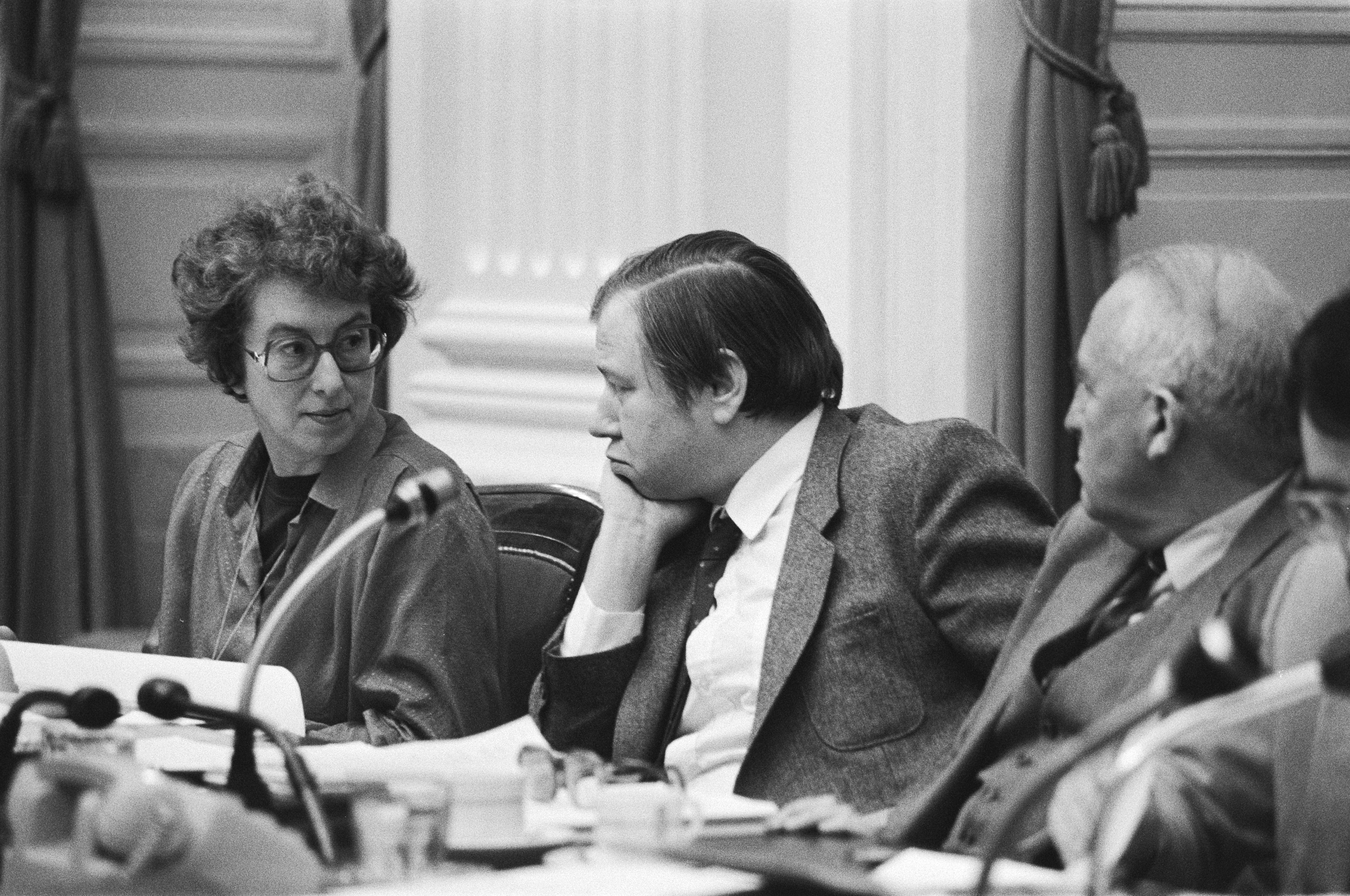
A holland területi tervezési bizottság 1982-ben

A földrajzi, kulturális, jogi és szakmai szemléletbeli különbségek miatt a térbeli tervezés nagyon különböző formákat ölt az egyes európai országokban és sokszor egészen más funkciókkal rendelkezik. A magyarral ellentétben például az angolban az építészettel és a környezetpszichológiával szorosabb kapcsolatban álló fizikai várostervezésre külön kifejezést használnak, az urban design-t, a társadalomtudományokhoz és a gazdasághoz is kapcsolódó területeket pedig hagyományosan country /town planning-nek nevezték, jelenleg pedig leginkább a spatial planning-et használják. Ehhez hasonlóan a német Stadt-/Raumplannung és Raumordnung, a holland ruimtelijke ordening, és a francia aménagement du territoire/urbain is mind a téralakítás gyakorlatát jelölő, egymással átfedésben lévő, de egyes aspektusokban különböző fogalmak.

### Egységesítési törekvések
Az európai integráció előrehaladtával ugyan a térbeli tervezés végig a tagállamok hatáskörében maradt, már az 1980-as években felmerült az igény egy közös fogalmi keret kialakítására a kontinensen, ekkor került használatba az ernyőfogalomként funkcionáló spatial planning (területi/ térbeli tervezés). Első lépésként az Európa Tanács területi tervezési intézménye (CEMAT) 1983-ban létrehozta az Európai területi/ térbeli tervezési chartát, amely első nemzetközi dokumentumként hozott létre rá egységes definíciót. Fontos mérföldkő volt az Európai Közösség Bizottsága által 1997-ben közzétett tanulmány is (Térbeli tervezési rendszerek és politikák EU kompendiuma, röviden CEC), amely a tagországok területi tervezési rendszereit hasonlította össze.

### Tervezési hagyományok
Az Európai Bizottság 1997-es tanulmány szerint az európai tervezési rendszerek négy tervezési hagyományba sorolhatóak be. Az úgynevezett területhasználat-gazdálkodás az Egyesült Királyságban, Írországban és Belgiumban jellemző, ez a hasonlít leginkább a magyar területrendezés módszertanára, a területi gazdasági hagyományra pedig Franciaország és Portugália tervezése, valamint Magyarország területfejlesztési rendszere példa. A mediterrán országokban az esztétikai és építészeti szempontokat előtérbe helyező urbanizmus az uralkodó, Hollandiára, Németországra és Ausztriára pedig az átfogó-integrált tervezési hagyomány jellemző, amely jelenleg a leggyorsabban terjedő modell Európában.

## Története

### Kialakulása

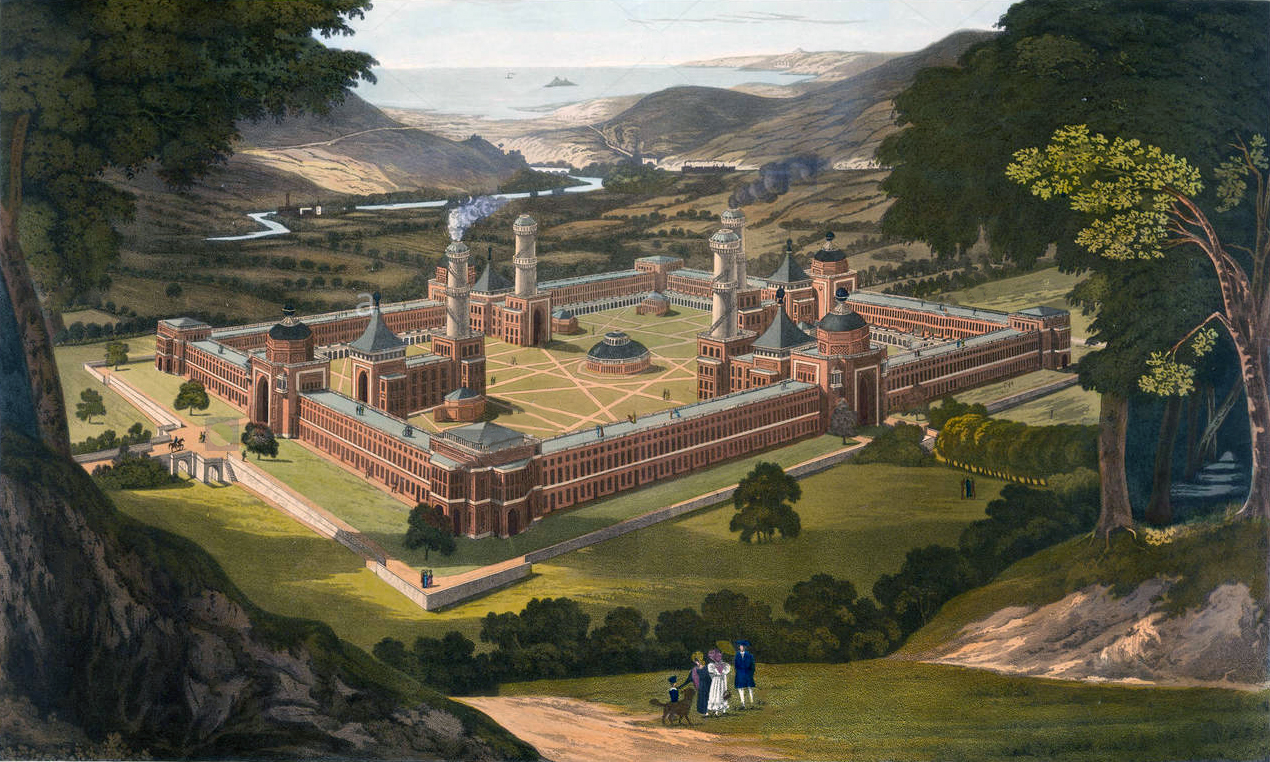
Robert Owen kísérleti településének, New Harmony-nak a látványterve

A történelem során már az emberi civilizáció kezdetétől fogva megjelent a térformáló tervezés szükséglete, elsősorban azokon a területeken ahol nagy népességkoncentrációk alakultak ki, így a várostervezés korai formái már az ókori Mezopotámia és Róma metropoliszaiban is megjelentek. A mai értelemben vett várostervezés mint szakpolitika és szakma a 19. és a 20.század fordulóján jelent meg a korán iparosodott államokban. Ebben az időszakban elsősorban egy társadalmi mozgalom formájában jelentkezett, válaszul az ipari forradalomhoz kapcsolódó robbanásszerű urbanizációval járó súlyos társadalmi és környezeti problémákra. Az elméleti alapok kidolgozásában fontos szerepet játszottak olyan filantróp iparosok és filozófusok, mint a munkásai számára utópista kommunát építő Robert Owen és a kertvárosmodellt kidolgozó Ebenezer Howard. Nagy-Britanniában már 1909-ben megszületett az első átfogó várostervezési törvény és megalakultak a városokkal foglalkozó szakmai társaságok, a szintén Howard által alapított Town and Country Planning Association 1899-ben és a Royal Town Planning Institute 1914-ben.

### Modern várostervezés

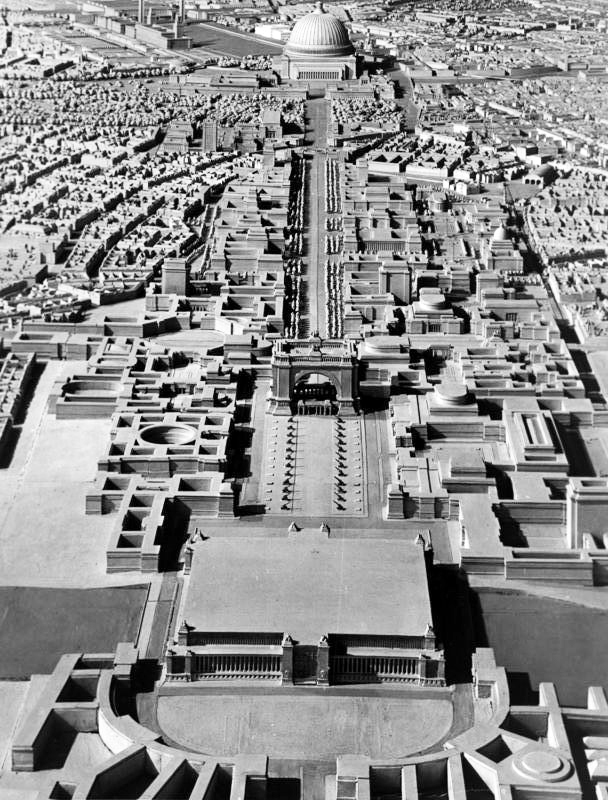
A náci Németország tervezett fővárosának, Germaniának makettje a modernista várostervezés egyik példája

A 20. század közepére egész Európában elterjedtek a területi tervezés különböző formái és kialakult az ehhez kapcsolódó jogszabályi háló és intézményrendszer. A kontinensen a funkcionalista modern város modellje vált meghatározóvá, amelyre a magas, robusztus, néhol falanszter-szerűen épült épületek és a köztük elterülő nagy és zöld szabad tér volt jellemző. Az autós közlekedés térnyerésével párhuzamosan a szabályos formák váltak uralkodóvá és végbement a városok térbeli szétterülése (angolul urban spawl). A modernizmus egyik legnagyobb hatású alkotója Le Corbusier francia építész és teoretikus volt, az általa megálmodott lakótelepek képezték a szocialista tömb óriásvárosainak alapját is. A modernista várostervezés igyekezett a település minden apró részletét megtervezni és így állami kontroll alatt tartani, ez határozta meg a náci Németország építészetét is.
Nyugat-Európában a 20.század során a területi tervezés a jóléti állam egyik fontos intézményévé vált, aminek keretében az önkormányzatok a jogilag kötelező érvényű tervek segítségével irányíthatták a terület fejlődését. Elterjedt a Poroszországból származó övezeti rendszer (zoning), amely különböző térképen körülhatárolt területekre különböző szabályokat hoz, így kemény szabályozási eszközökkel segítve elő a kívánt városszerkezet kialakítását és az eltérő célú városrészek (pl: kertes lakóöv, ipari zóna) szétválasztását. Magyarországon ennek a keretrendszernek a felállítását elsősorban a település és területrendezés végzi.

### A modern várostervezés kritikája
A modern várostervezést számos kritika érte merevsége miatt, így a '70-es és '80-as évektől kezdődően olyan új szellemi irányzatok és városideák bukkantak fel, mint az emberi viselkedés tanulmányozásán alapuló behaviorista tervezés, a település szétterülését megakadályozni kívánó új urbanizmus és a klímabarát város. Amíg a modern várostervezésben elsősorban technikai-építészeti feladatként tekintettek a tervezésre, a kritikus irányzatok már sokkal jobban kötődtek a társadalomtudományokhoz és olyan új módszerek jelentek meg, mint a nagyprojekt-orientált várostervezés, és a vállalati szférából érkező stratégiai tervezés.

## Átalakulási trendek a 21.századi Európában

### Governance
A hagyományos 20.századi tervezés során egy hierarchikus rendszerben zajlott le a tervezési folyamat, amelynek során a felső szinteken meghozott döntéseket jól lehatárolt közigazgatási területeken hajtották végre. Ezt a hagyományos kormányzási metódust (government) írja fölül a governance, amelyet egyrészt ernyőfogalomként használnak a társadalmi tevékenységek koordinációjának leírásaként, másrészt a nem hierarchikus, nem-kormányzati szereplőket is bevonó tervezést értik alatta. A kormányzásnak ez a formája gyakran egy-egy projektre fókuszál és rugalmasabb.

### Új terek
A governance és a posztmodern gondolkodásmód megjelenéséhez kötődő átalakuláshoz kapcsolódóan a területi tervezésnek új terei jelentek meg. A 21.század társadalmi problémáira és az állami hatalom újraelosztására válaszul a térre már nem csak fizikai objektumok összességeként tekint, hanem a tér részeként kezeli a különböző (civil, gazdasági, állami) szereplők jövőképét és együttműködését is. A sokféle szereplőt és szintet egy nagy tervezési hálózatba fogja össze, ahol a határok már elmosódnak. Az újfajta tervezésben az országhatárok jelentősége is csökken, így növekszik a határokon átnyúló, de egy földrajzi-gazdasági egységet alkotó makrorégiók, például az eurorégiók szintjén zajló tervezés szerepe.

### Az Európai Unió hatása
Az Európai Unióban a térbeli tervezés a tagországok hatáskörébe tartozik, de ennek ellenére megfigyelhető egyfajta egységelülési folyamat. A térbeli tervezés európaizálódása több módon is megvalósulhat: bottom-up folyamatnak nevezik, amikor az egyik ország tervezési gyakorlatát uniós szintre emelik, ennek ellentétje pedig a top-down hatás, amikor az EU kohéziós és várospolitikai irányelveivel, illetve a forráselosztás gyakorlatával befolyásolja a helyi tervezési rendszereket. A fentebb említett, vertikális jellegű hatások mellett megjelennek horizontális folyamatok is, amelyek elsősorban országok közötti szakmai-tudományos együttműködéseken keresztül éreztetik hatásukat.

### Posztmodern
Az 1990-es évektől kezdve a térbeli tervezésben is megjelent a posztmodern szemlélet. A városi tervezés folyamatán során figyelembe veszi a különböző nézőpontokat és fontos eleme sok szereplő és a közösség bevonása is. Ennek a szellemi irányzatnak az egyik központi motívuma az új térbeli tervezés megjelenése, amelynek célja a jobb helyteremtés (place making).